# Surin (Deux-Sèvres)
Surin é uma comuna francesa na região administrativa da Nova Aquitânia, no departamento de Deux-Sèvres. Estende-se por uma área de 13,61 km². Em 2010 a comuna tinha 662 habitantes (densidade: 48,6 hab./km²).